# Porsche 934
Porsche 934 är en sportvagn, tillverkad av den tyska biltillverkaren Porsche mellan 1976 och 1977.

## Bakgrund
Porsche hade dominerat GT-racingen med 911 RSR-modellen i mitten av 1970-talet. Till 1976 förändrade FIA regelverket för tävlingsbilar och för att vara fortsatt konkurrenskraftig inom grupp 4 tog Porsche fram en ny bil baserad på den turboladdade 930:n.

## Porsche 934
Regelverket för grupp 4-bilar krävde att 400 bilar skulle byggas under två år och tillät inte några större avsteg från produktionsbilen. 934:an hade samma trelitersmotor som 930:n och med en volymkoefficient på 1,4 för överladdade motorer hamnade bilen i klassen över fyra liter, med en minimivikt på 1120 kg. Porsche behövde därför inte anstränga sig för att jaga vikt och 934:an fick behålla elektriska fönsterhissar och dörrsidor från produktionsbilen. Bilen fick nya hjulupphängningar och bromsar och de breda hjulen rejäla krävde skärmbreddare i glasfiber.

## Tekniska data
| Tekniska data           | Porsche 934                                                          |
| ----------------------- | -------------------------------------------------------------------- |
| Motor:                  | 6-cylindrig boxermotor med turbo                                     |
| Kylning:                | Luftkylning                                                          |
| Cylindervolym:          | 2992 cm³                                                             |
| Borrning x slaglängd:   | 95,0 x 70,4 mm                                                       |
| Max effekt vid varvtal: | 485 hk vid 7 000 v/min                                               |
| Kompression:            | 6,5 : 1                                                              |
| Ventilstyrning:         | Enkla överliggande kamaxlar per cylinderrad, 2 ventiler per cylinder |
| Bränslesystem:          | Bosch bränsleinsprutning                                             |
| Kraftöverföring:        | 4-växlad växellåda, bakhjulsdrift                                    |
| Hjulupphängning fram:   | Undre tvärlänkar, stötdämparben, skruvfjädrar                        |
| Hjulupphängning bak:    | Fyrledad drivaxel, snett bakåtriktade triangellänkar, skruvfjädrar   |
| Bromsar:                | Ventilerade skivbromsar                                              |
| Chassi & kaross:        | Självbärande stålkaross med fast bakspoiler                          |
| Hjulbas:                | 2271 mm                                                              |
| Torrvikt:               | 1120 kg                                                              |
| Toppfart:               | 300 km/h                                                             |

## Tävlingsresultat
934:an visade sig lika framgångsrik som sin företrädare. Toine Hezemans vann GT-EM 1976 och George Follmer blev mästare i amerikanska Trans-Am Series. Året därpå vann Ludwig Heimrath Trans-Am. Modellen tog även tre klassegrar i Le Mans 24-timmars mellan 1977 och 1979.